# Golden Gate Transit
Golden Gate Transit es un sistema de transporte público localizado en el Área de la Bahía de San Francisco en California, Estados Unidos. Sirve principalmente a los condados de Marin y Sonoma, y también con servicio limitado a San Francisco y el condado de Contra Costa. 

## Flota actual
En julio de 2009, la flota activa del GGT consistía de 201 autobuses equipados con ascensores para discapacitados (). Todos los buses de 30-, 40-, y 60-pies tienen capacidad para cargar de 2 a 3 bicicletas en el frente del autobús.
En julio y agosto de 2009, se instalaron en 90 autobuses plataformas para que pudiesen cargar 3 bicicletas a la vez (modelos Orion y de una puerta NovaBus RTS). Estas plataformas fueron instaladas en los autobuses modelo New Flyer D60LF, trayendo un total de 100 autobuses equipados con plataformas para tres bicicletas. El resto de los autobuses con plataformas exteriores exterior (autobuses TMC RTS y de dos puerta NovaBus RTS), no fueron equipados con las nuevas plataformas debido a problemas de seguridad relacionado con la visibilidad del conductor.
| Tipo                            | Modelo                    | Año              | Cantidad | Número de asientos | Tipo de piso | Capacidad para bicicletas† | Imagen |
| ------------------------------- | ------------------------- | ---------------- | -------- | ------------------ | ------------ | -------------------------- | ------ |
| 40-ft. Diesel Bus               | Orion Bus Industries V    | 2003             | 80       | 41                 | Alto         | 3                          |        |
| 40-ft. Diesel Bus               | TMC RTS                   | 1991             | 31       | 40                 | Alto         | 2                          |        |
| 40-ft. Diesel Bus               | NovaBus RTS (dos puertas) | 2000             | 14       | 39                 | Alto         | 2                          |        |
| 40-ft. Diesel Bus               | NovaBus RTS (una puerta)  | 1997             | 10       | 43                 | Alto         | 3                          |        |
| 45-ft. bus                      | MCI 102DL3                | 1996, 1997, 1999 | 46       | 57                 | Alto         | 2                          |        |
| 45-ft. bus                      | MCI D4500                 | 2003             | 6        | 57                 | Alto         | 2                          |        |
| 30-ft. Diesel Bus               | NovaBus RTS               | 2001             | 4        | 27                 | Alto         | 2                          |        |
| 60-ft. bus articulado de Diésel | New Flyer D60LF           | 2007             | 10       | 58                 | Bajo         | 3                          |        |

Nota: 
- † En todos los autobuses con puertas traseras operada en las Rutas 40 y 42, se permiten dos bicicletas adicionales se permiten en el área de seguridad para sillas de ruedas si hay un espacio disponible.